# Marian Suski
Marian Suski   (Kielce, 2 de novembre de 1905 - Varsòvia i Breslau, 25 de desembre de 1993) va ser un professor, enginyer i investigador polonès del Departament de Comunicacions de l'Institut de Telecomunicacions i Acústica de la Universitat Tecnològica de Wroclaw. De jove fou un tirador d'esgrima que va competir durant la dècada de 1930.
El 1932 va prendre part en els Jocs Olímpics de Los Angeles, on va guanyar la medalla de bronze en la prova de sabre per equips del programa d'esgrima. Quatre anys més tard, als Jocs de Berlín, fou quart en la mateixa prova.
El 1934 va ser guardonat amb l'Orde del Mèrit d'Hongria. Va servir a l'exèrcit polonès i va comandar les comunicacions durant la defensa de Varsòvia de 1939. Després de la capitulació va ser enviat a l'oflag-VII-A Murnau.